# Fuldaer Volkszeitung
Die Fuldaer Volkszeitung war eine regionale Tageszeitung in Fulda, die von 1945 bis 1974 erschien.

## Geschichte
Die Fuldaer Volkszeitung wurde mit Lizenz Nr. 30 der US-amerikanischen Militärregierung zugelassen. Nach dem Zweiten Weltkrieg waren zunächst die bisherigen Zeitungen nicht mehr zugelassen worden und stattdessen durch die Besatzungsbehörden neue Zeitungen mit politisch unbelasteten Herausgebern, die sogenannte Lizenzpresse genehmigt worden.
Erstmals erschien sie am 31. Oktober 1945 in der von Heinrich Kierzek im selben Jahr gegründeten Fuldaer Verlagsanstalt. Bis zur Wiederaufnahme der Produktion der Fuldaer Zeitung war sie für einige Jahre die einzige Regionalzeitung im Raum Fulda.
Die letzte Ausgabe wurde am 29. Juni 1974 ausgeliefert, dann wurden die Teilausgaben für Fulda und Hünfeld von der Fuldaer Zeitung übernommen.
Der ehemalige Sportreporter Hans-Joachim Rauschenbach arbeitete von 1945 bis 1957 für die Fuldaer Volkszeitung.